# Norbert Holzer
Norbert Holzer (* 17. Februar 1948 in Saarbrücken; † 12. Februar 2020 in Saarlouis) war ein deutscher Rechtswissenschaftler und Rechtspraktiker auf dem Gebiet des Öffentlichen Rechts und Vorstandsmitglied des Instituts für Europäisches Medienrecht in Saarbrücken/Brüssel. Seit 2012 war er Mitglied der Kommission zur Ermittlung des Finanzbedarfs der Rundfunkanstalten (KEF).

## Biographie
Norbert Holzer studierte von 1969 bis 1974 – nach Abitur und Militärdienst – Rechtswissenschaften an der Universität des Saarlandes. Von 1974 bis 1978 war er wissenschaftlicher Mitarbeiter am Lehrstuhl für Staats- und Verwaltungsrecht an der Universität des Saarlandes. In dieser Zeit promovierte Holzer über das Thema „Präventive Normenkontrolle durch das Bundesverfassungsgericht“.
Anschließend arbeitete er als Fraktionsassistent der CDU im Landtag des Saarlandes und wurde 1979 der Persönliche Referent des Ministers für Umwelt, Raumordnung und Bauwesen. Von 1981 bis 1991 war Holzer als Mitglied der CDU Bürgermeister der saarländischen Gemeinde Riegelsberg, parallel dazu von 1987 bis 1996 ehrenamtlicher Vorstand der Landesanstalt für das Rundfunkwesen (heute LMS) und, ebenfalls bis 1996, langjähriger Vorsitzender des Schiedsgerichts des Saarländischen Schwimmbundes. Zwischen 1991 und 2014 war er zudem Stellvertretender Vorstandsvorsitzender des Instituts für Europäisches Medienrecht e.V. (EMR). Ab 1992 übernahm Holzer für fünf Jahre Funktionen in der Energiewirtschaft. Er war als Koordinator Entsorgungswirtschaft und als Beauftragter für kommunale und sonstige Sonderaufgaben bei der Vereinigten Saar-Elektrizitäts-AG (VSE) tätig und nahm dort u. a. Geschäftsführungsaufgaben und Aufsichtsratsmandate in Beteiligungsgesellschaften war. Von 1997 bis 2011 war Holzer Verwaltungs- und Betriebsdirektor des Saarländischen Rundfunks. In dieser Funktion gehörte er dem Verwaltungsrat der GEZ an und leitete zwölf Jahre lang die Arbeitsgruppe Honorare und Lizenzen von ARD/DR/ZDF. In den Jahren 2007 und 2008 führte er den Vorsitz der Finanzkommission ARD/DR/ZDF. Seit 1979 nahm Holzer Lehraufträge im Öffentlichen Recht an der Universität des Saarlandes wahr. Er hielt dort u. a. Vorlesungen im Allgemeinen Verwaltungsrecht, Baurecht, Beamtenrecht oder Verwaltungsprozessrecht und veranstaltete im Rahmen des universitären Angebots den stark nachgefragten Examensvorbereitungskurs im Öffentlichen Recht in Repetitoriumsform. Seit Januar 2012 war er in einer eigenen Kanzlei als Anwalt niedergelassen und bis Juni 2014 übernahm er die Funktion als Direktor des EMR, die zuvor zehn Jahre lang Thomas Kleist innehatte. Ebenfalls seit 2012 war er, vom Bundesland Saarland berufen, Mitglied der Kommission zur Ermittlung des Finanzbedarfs der Rundfunkanstalten (KEF).

## Mitgliedschaften
- Seit 1990 (Gründungs-)Mitglied und Mitglied des Vorstandes des EMR
- Seit 1988 Mitglied des Saarbrücker Rechtsforums
- Seit 2012 Vorstandsmitglied des EMR
- Seit 2012 Mitglied der Kommission zur Ermittlung des Finanzbedarfs der Rundfunkanstalten (KEF)

## Auszeichnungen
- 1966 Scheffelpreis (in Verbindung mit dem Abitur)
- 1978 Dr. Eduard Martin Preis für Promotion „summa cum laude“

## Veröffentlichungen (Auszug)
- Präventive Normenkontrolle durch das Bundesverfassungsgericht (Dissertation). Studien und Materialien zur Verfassungsgerichtsbarkeit („Schwarze Reihe“), Band 10, Nomos Verlagsgesellschaft, Baden-Baden 1978, ISBN 978-3-7890-0416-2. Kurzfassung in: Die öffentliche Verwaltung (DÖV). Heft 22, S. 821–827.
- Der praktische Fall/Öffentliches Recht: Keine U-Bahn ohne Rechtsstreit, in: Juristische Schulung (JuS) 1988, Heft 4, S. 301–305.
- Politische Realitäten im Zeichen des Art. 21 GG, in: Zeitschrift für Rechtspolitik (ZRP) 1990, Heft 2, S. 60–63.
- Vorhersehbar, verhältnismäßig/Konzentration: Plädoyer für ein Einflussanteilsmodell, in; epd Kirche und Rundfunk 1995, Nr. 51, S. 5–10.
- Das Marktanteilsmodell auf dem Prüfstand – ein Problemaufriss, in: Zeitschrift für Urheber- und Medienrecht (ZUM) 1995, Heft 8/9, S. 507–519.
- Deutsche Rundfunkgebühr als unzulässige Beihilfe im Sinne des europäischen Rechts?, in: ZUM 1996, Heft 4, S. 274–285.
- Die Rundfunkfinanzierung in der föderalen Struktur der ARD. In: Rundfunk-Perspektiven, Festschrift für Fritz Raff. Schriftenreihe des Instituts für Europäisches Medienrecht (EMR), Band 37, Nomos Verlagsgesellschaft, Baden-Baden 2008, S. 119–126, ISBN 978-3-8329-3401-9.
- Ein Irrweg? Die Abkehr von der geräteabhängigen Rundfunkgebühr, in: epd medien 2010, Nr. 35, S. 3–8.
- Von der Rundfunkgebühr zum Medienbeitrag. In: Festschrift aus Anlass des 20-jährigen Bestehens des EMR, Schriftenreihe des Instituts für Europäisches Medienrecht (EMR), Band 40, Nomos Verlagsgesellschaft, Baden-Baden 2010, S. 175–188, ISBN 978-3-8329-6241-8.